# Подостемови
Подостемовите (Podostemaceae) са семейство растения от разред Малпигиецветни (Malpighiales).
Таксонът е описан за пръв път от Карл Сигизмунд Кунт през 1816 година.

## Родове
- Angolaea
- Apinagia
- Castelnavia
- Ceratolacis
- Cipoia
- Cladopus
- Dalzellia
- Devillea
- Diamantina
- Dicraeanthus
- Djinga
- Endocaulos
- Farmeria
- Hydrobryum
- Indotristicha
- Jenmaniella
- Lebbiea[3]
- Ledermanniella
- Leiothylax
- Letestuella
- Lophogyne
- Macarenia
- Macropodiella
- Marathrum
- Mourera
- Noveloa
- Oserya
- Paleodicraeia
- Podostemum
- Pohliella
- Polypleurum
- Rhyncholacis
- Saxicolella
- Sphaerothylax
- Stonesia
- Thawatchaia
- Thelethylax
- Tristicha
- Weddellina
- Wettsteiniola
- Willisia
- Winklerella
- Zehnderia
- Zeylanidium